# YUYA
YUYA（ゆーや、1969年7月6日 - ）は佐賀県、福岡県を中心に活躍しているフリーのラジオパーソナリティ。佐賀県出身。本名は牟田 雄一郎（むた ゆういちろう）。佐賀県立三養基高等学校卒業、福岡大学商学部卒業で、DJ研究会に在籍していた。

## 略歴
- 1992年にエフエム佐賀のアナウンサーとして入社（当時は本名を名乗っていた）。
- 1997年にフリーとなり、過去にはCROSS FM、FM中九州(現・FM熊本)、TVQ九州放送で番組を担当。
- エフエム佐賀時代、当時鳥栖市に存在していたプロサッカークラブ「鳥栖フューチャーズ」のサポートにかかわり、スタジアムDJも務めた。1996年シーズン終了後、フューチャーズの解散問題が浮上すると存続運動の先頭に立った。フューチャーズは結局解散となるも、存続運動が実る形で1997年、サガン鳥栖が設立されると引き続きDJを務め、2017年まで担当した。2018年は当初担当から外されるも[1]途中から復帰している[2]。サッカークジtotoで当てた賞金すべてを寄付した[3]ことは有名であり、鳥栖サポーターから熱い支持を受けている。
- 2023年からB.LEAGUEに所属するプロバスケットボールクラブ佐賀バルーナーズのアリーナMCを兼任している。[4][5]

## 現在の担当番組
- Gat's Morning!（FM佐賀、月～火曜）
- RADIO CAFÉ B.T.B. 〜Better Than Before（エフエム長崎、金曜）
- Fly-Day Wonder3（エフエム長崎、金曜）
- YUYAのオーレ！サガン鳥栖、GoGo! バルーナーズ（NHK佐賀放送局、月曜）
- サガン鳥栖戦のアナウンス（駅前不動産スタジアム）

## 過去の主な担当番組
- CROSS FM
  - BUZZ DRIVE
  - NIPPON STEEL GLOBAL EDITION
  - SATURDAY AIR DRIVE
  - HITS CUTS NOW（1998年1月～2000年9月）
  - CROSS DAYTIME MIX
- FM佐賀
  - サンセット・ブールバード
  - Music Discovery
  - Men Soul
- FM中九州（現・FM熊本）
  - AV WATER MUSIC INDEX
- 天神FM
  - DAYTIME GANG
  - Parkside Cafe
- サガテレビ
  - サガン鳥栖 夢超戦2006 ～J1への道～
  - サガン鳥栖夢劇闘2005
- TVQ九州放送
  - LIVE A to 2
- くーみんテレビ
  - 週刊不動産TV
- NCC長崎文化放送
  - 敏・感パブ！～砂の嵐
- NBCテレビ
  - 情報バナナ市